# Округ Хансон (Јужна Дакота)
Хансон (енгл. Hanson County) је округ у америчкој савезној држави Јужна Дакота.

## Демографија
По попису из 2010. године број становника је 3.331, што је 192 (6,1%) становника више него 2000. године.
| Група             | 2000.         | 2010.         |
| Белци             | 3.122 (99,5%) | 3.279 (98,4%) |
| Афроамериканци    | 0 (0,0%)      | 0 (0,0%)      |
| Азијати           | 4 (0,1%)      | 11 (0,3%)     |
| Хиспаноамериканци | 3 (0,1%)      | 15 (0,5%)     |
| Укупно            | 3.139         | 3.331         |